# Ліпняк (Мазовецьке воєводство)
Ліпняк (пол. Lipniak) — село в Польщі, у гміні Вішнев Седлецького повіту Мазовецького воєводства.
Населення — 152 особи (2011).
У 1975-1998 роках село належало до Седлецького воєводства.

## Демографія
Демографічна структура станом на 31 березня 2011 року:
|          | Загалом | Допрацездатний вік | Працездатний вік | Постпрацездатний вік |
| -------- | ------- | ------------------ | ---------------- | -------------------- |
| Чоловіки | 77      | 23                 | 48               | 6                    |
| Жінки    | 75      | 19                 | 46               | 10                   |
| Разом    | 152     | 42                 | 94               | 16                   |